# Jableh
Jableh (además llamada Jebleh, Jabala, Jablah y Gabala y en árabe: جبلة) es una ciudad costera del mar Mediterráneo, en Siria, con 78.163 habitantes según el censo del año 2010.

## Historia

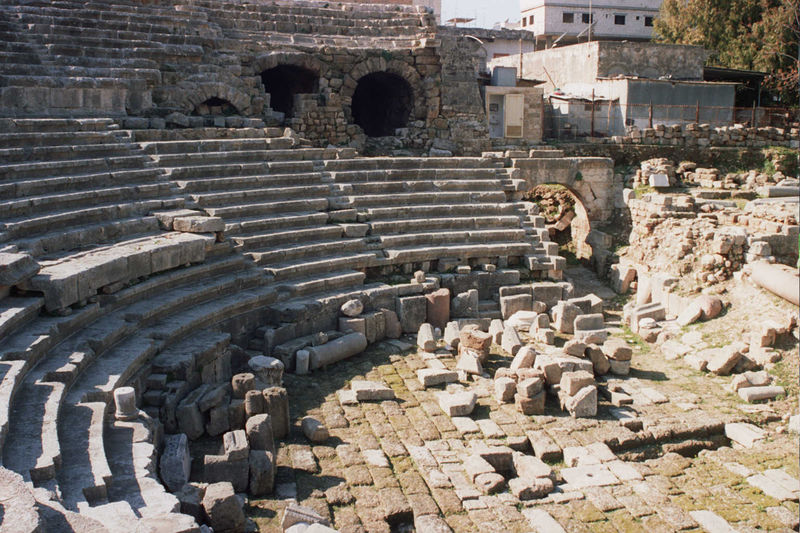
Ruinas del anfiteatro romano.

Cerca de la orilla del mar se encontraron restos que datan de la Edad del Hierro y de la época fenicia. En la antigüedad Jableh fue una importante ciudad romana, uno de los principales restos de este período es el teatro, con capacidad para albergar 7000 espectadores. 
Jableh fue parte del Principado de Antioquía, uno de los Estados Cruzados, hasta que fue capturado por Saladino en 1189 durante la Tercera Cruzada. 
En la ciudad se encuentra la tumba y la mezquita del Sultán Ibrahim Bin Adham, un famoso sufí místico que renunció a su trono y se dedicó a la oración por el resto de su vida.